# Danané
Danané ist ein Ort in der westafrikanischen Republik Elfenbeinküste. Er befindet sich im Westen des Landes und liegt nahe der Grenze zur Republik Liberia in der Provinz Montagnes.
Die Stadt hat laut Zensus von 2014 104.672 Einwohner.
Als Folge des noch nicht beendeten Bürgerkrieges in der Republik Elfenbeinküste verläuft nahe der Stadt die Waffenstillstandslinie entsprechend dem Vertrag von Ouagadougou. Am 24. Februar 2011 fanden in Zouan-Hounien und Danané  erstmals seit sechs Jahren Kämpfe zwischen Regierungstruppen von Laurent Gbagbo und den Forces Nouvelles (FN) statt.